# Planes: Fire & Rescue
Planes: Fire & Rescue (prt: Aviões - Equipa de Resgate; bra: Aviões 2 - Heróis do Fogo ao Resgate) é um filme estadunidense de 2014 e sequência do filme de 2013 Aviões, um spin-off da franquia de Carros produzido nos estúdios da DisneyToon Studios.